# Utetes clavifemoralis
Utetes clavifemoralis är en stekelart som först beskrevs av Jakimavicius 1986.  Utetes clavifemoralis ingår i släktet Utetes och familjen bracksteklar. Inga underarter finns listade i Catalogue of Life.